# Attagenus ziegleri
Attagenus ziegleri es una especie de coleóptero de la familia Dermestidae.
Es endémico del sur de la península ibérica (España y Portugal).